# حمل (ذمار)
حمل هي إحدى قرى الجمهورية اليمنية. تتبع جغرافيا لمحافظة ذمار وإداريًا لمديرية جبل الشرق. يبلغ تعداد سكانها 1407 نسمة حسب الإحصاء الذي أجري عام 2004.